# 八代郵便局 (熊本県)
八代郵便局（やつしろゆうびんきょく）は熊本県八代市にある郵便局。民営化前の分類では集配普通郵便局であった。

## 概要
住所：〒866-8799 熊本県八代市本町2-3-34

### 併設施設
- ゆうちょ銀行八代店（熊本支店八代出張所）：取扱店番号710020

## 沿革
- 1872年8月4日（明治5年7月1日） - 八代郵便取扱所として開設[1]。
- 1873年（明治6年） - 八代郵便役所となる[1]。
- 1875年（明治8年）1月1日 - 八代郵便局（四等）となる[1]。
- 1876年（明治9年）4月1日 - 為替取扱を開始[1]。
- 1879年（明治12年） - 貯金取扱を開始[1]。
- 1891年（明治24年）6月16日 - 八代郵便電信局となる[1]。
- 1903年（明治36年）4月1日 - 通信官署官制の施行に伴い八代郵便局となる[1]。
- 1950年（昭和25年） - 八代駅との間の郵便物受渡が専用自動車化。専用自動車郵便線路「八代局駅線」が開設される[2]。
- 1956年（昭和31年）10月11日 - 電話通話および和文電報受付事務の取扱を開始[3]。
- 1973年（昭和48年）3月 - 局舎新築落成。
- 1992年（平成4年）8月3日 - 外国通貨の両替および旅行小切手の売買に関する業務取扱を開始。
- 2006年（平成18年）9月24日 - 千丁郵便局から集配業務を移管[4]。
- 2007年（平成19年）10月1日 - 民営化に伴い、併設された郵便事業八代支店、ゆうちょ銀行八代店に一部業務を移管。
- 2012年（平成24年）10月1日 - 日本郵便株式会社発足に伴い、郵便事業八代支店を八代郵便局に統合。
- 2024年（令和6年）2月19日 - 坂本郵便局から集配業務を移管。

## 取扱内容

### 八代郵便局
- 郵便、印紙、ゆうパック、内容証明
- 生命保険、バイク自賠責保険、自動車保険
- 八代市内の一部地域の集配業務
- ゆうゆう窓口

### ゆうちょ銀行八代店
- 貯金、貸付、為替、振替、振込、国際送金、外貨両替、トラベラーズチェック、国債、投資信託
- ATM

## 風景印
- 令和2年（2020年）6月1日～
  - 特産・晩白柚、熊本県のゆるキャラ「くまモン」、八代市のゆるキャラ「とまピン」

※図柄は先代と同様。局名表記は「八代」。

### 過去の風景印
- 昭和25年（1950年）3月5日～平成9年（1997年）4月16日
  - 八代港、工場街、特産・球磨川のアユ、貨物船

- 平成9年（1997年）4月17日～令和2年（2020年）5月17日
  - 【変形印】名所・松井家茶室松浜軒、ハナショウブ、特産・晩白柚

- 令和2年（2020年）5月18日～令和2年（2020年）5月22日
  - 特産・晩白柚、熊本県のゆるキャラ「くまモン」、八代市のゆるキャラ「とまピン」

※当局の局名表記は漢字で「八代」であるところ、平仮名で「やつしろ」と表記されていた。この為、短期間で使用を中止した。

## 周辺
- 八代市役所
- 八代城跡
- 八代総合病院
- マックスバリュ八代店（旧・八代サティ）

## アクセス
- JR鹿児島本線・肥薩おれんじ鉄道線 八代駅から徒歩約31分
- 産交バス 八代宮前停留所、もしくは本町三丁目停留所下車
- 九州自動車道 八代ICから西へ約7.5km、南九州自動車道（八代日奈久道路） 八代南ICから北へ約5.5km
- 駐車場あり：19台